# フジコ・ヘミング
フジコ・ヘミング（本名：ゲオルギー＝ヘミング・イングリッド・フジコ（Georgii-Hemming Ingrid Fuzjko、1931年12月5日 - 2024年4月21日）は、日本、ヨーロッパ、アメリカ合衆国で活躍したピアニストである。
父親はスウェーデン人で画家・建築家のヨスタ・ゲオルギー・ヘミング（1986年死去）、母親は日本人でピアニストの大月投網子（1903年 - 1993年）、俳優の大月ウルフは弟、歌手の橋本潮は従姪にあたる。

## 経歴

### 幼少期
1931年6月にスウェーデン人画家の父とピアノ留学中の母が結婚して12月5日にヴァイマル共和政下のドイツベルリンでフジコが誕生する。スウェーデン国籍の前に長らく無国籍の状態が続いた。
生後日本へ移住のため両親とともに横浜港へ向かう安国丸に乗船し、1932年7月27日に東京に到着した。父は同年11月に東京朝日ギャラリーでレオニード・クロイツァー独奏会のポスターや奥田良三、井口基成ら音楽家の肖像画で個展を催すなど画家として活動したが、日本に馴染めず家族3人を残して単身で1938年にスウェーデンへ帰国する。以来、母と弟とともに渋谷区穏田に居住し、幼少期から母の手ほどきでピアノを始める。
父の友人であり、母がドイツで師事した人物でもあるロシア生まれのドイツ系ピアニスト、レオニード・クロイツァーに10歳から師事する。以後、東京藝術大学在学時を含め、長年の間クロイツァーの薫陶を受ける。

### 学生
青山学院緑岡尋常小学校3年生でNHKラジオに生出演して天才少女と話題になり、小学校を卒業する。
1945年2月に家族と岡山県総社市日羽へ疎開し、4月に岡山県の高等女学校へ入学し、そのまま学徒動員される。
終戦後に青山学院高等女学院へ転校し、5年次を修了して新制青山学院高等部3年へ進級する。高等部在学中に17歳でデビューコンサートを催し、高等部を卒業する。
東京藝術大学音楽学部在学中の1953年に新人音楽家の登竜門である第22回NHK毎日コンクール入選、1954年に第2位、文化放送音楽賞、など多数受賞した。藝大を卒業して本格的に音楽活動を始め、日本フィルハーモニー交響楽団など多数のオーケストラと共演する。ピアノ留学を切望するが、パスポート申請時に無国籍と判明する。

### 国立ベルリン音楽大学へ留学
留学の機会を探しつつピアニストとして音楽活動を継続し、1961年にウィルヘルム・ハース駐日西ドイツ大使の尽力で、西ドイツ赤十字社に認定された難民として国立ベルリン音楽大学へ留学した。
卒業後にヨーロッパ各地で音楽活動を継続するが、母からのわずかな仕送りと奨学金で凌ぐ生活が長く続き、「この地球上に私の居場所はどこにもない……天国に行けば私の居場所はきっとある。」と信じた。

### ヨーロッパでピアニスト
ウィーンで後見人のパウル・バドゥラ＝スコダに師事した。作曲家で指揮者のブルーノ・マデルナに才能を認められて彼のソリストとして契約したが、貧困で真冬に自室で暖を得られずに風邪を悪化させ、リサイタル直前に失聴した。
16歳の頃に中耳炎が悪化して右の聴力を失っていたが、この時の風邪で左も失聴し、音楽活動を一時中断した。失意してストックホルムへ移住する。耳を治療しつつ音楽学校の教師の資格を得て、以後はピアノ教師を務めつつ欧州各地でコンサートを続ける。のちに左の聴力が40%まで回復した。

### 日本帰国
母の死後、1995年に日本へ帰国し、母校東京藝術大学の旧:奏楽堂などでコンサート活動を行う。
1999年2月11日にNHKのドキュメント番組『ETV特集』「フジコ〜あるピアニストの軌跡〜」が放映され、大きな反響を呼び、フジコブームが起こった。その後、発売されたデビューCD『奇蹟のカンパネラ』は、発売後3ヶ月で30万枚のセールスを記録し、日本のクラシック界では異例の大ヒットとなった。第14回日本ゴールドディスク大賞の「クラシック・アルバム・オブ・ザ・イヤー」他各賞を受賞した。
やがて、1999年10月15日の東京オペラシティコンサートホールでの復活リサイタルを皮切りに、本格的な音楽活動を再開し、国内外で活躍することとなる。2001年6月7日には、ニューヨーク カーネギー・ホールでのリサイタルを披露する。以後、ソロ活動に加え、海外の有名オーケストラ、室内楽奏者との共演と活躍を続けた。

### 晩年
2003年10月17日に、フジテレビ系で波瀾万丈の半生がテレビドラマ化された。スペシャルドラマ『フジ子・ヘミングの軌跡』でフジ子役を菅野美穂が演じて、20.1%の高視聴率を記録した。
2013年に自身のCDレーベル「ダギーレーベル」を発足。アルバム第1作「フジコヘミング スペインカメラータ21オーケストラ」を国内外でリリース。Catalunya(CatMusica/CatalunyaRadio)でリスナーの支持により1位に選ばれた。
この頃、毎年世界各地でコンサートを行い、2019年3月8日にはパリの有名コンサートホール「Salle Gaveau」でリサイタルを開いた。
2021年12月、ポートレート写真や折々に描いた絵画が元になった郵便切手が発売された。
2023年11月、自宅階段で転倒して脊髄損傷の大怪我を負い、治療とリハビリに努めていたが膵臓がんも発覚した。

### 死去
2024年4月21日、膵臓がんのため死去。92歳没。訃報は5月2日にフジコ・ヘミング財団より発表された。

## 人物

### 趣味・特技
絵画、裁縫、書、水泳などで、バレエや映画の鑑賞も好んだ。絵に関しては画家であった父の影響もあり幼少時から得意としており、書き溜めた絵は本やCDのジャケットで使われた。個展を開くこともあった（2001年2月5日 - 2001年2月24日「幻の素描展」より）。

### 嗜好
菜食主義者。食物の中で特に好むのはジャガイモであるとされた。

### 家族
- 曽祖父は、戦前動物病院の院長だった[29]。
- 母方の祖父母は、岡山県出身[20]。母は、大阪市中津生まれ[4]で東京音楽学校 (旧制)卒業後にベルリンに留学して父と出会う[8]。ピアノ講師をしていた[4]。
- 猫や犬を愛する[1]。東京都の自宅では複数の保護猫と暮らした[9][29]。

### エピソード
- 東京育ちであるが、母の影響で言葉の端々に関西弁が出ることがあった。
- クリスチャン。母は仏教徒であったが、幼い頃から母に言われて日曜日に近くのカトリック教会に通う。司祭の歌声に惹かれて受洗[16]。
- 岡山県総社市へ疎開していた女学生の頃は、ピアノを練習できる環境が整っていなかった。近所の総社市立日美小学校(現:昭和小学校)[30]にはピアノが置いてあったため、小学生が帰った放課後、一人学校に行っては練習を繰り返していた。ピアノは現在も小学校の体育館で使われている[31]。ドキュメンタリー映画製作の一環で、2022年5月20日には77年ぶりに小学校を訪れ演奏会を開いた[32]。
- 『さんま・玉緒のお年玉あんたの夢をかなえたろかスペシャル』（2020年1月13日放送）で、フジコが弾く『ラ・カンパネラ』に出会った一般男性（徳永義昭）の妹からの「兄の弾くピアノを聴いてほしい」という依頼に応えた[33]。番組をきっかけに、2021年4月16日には北九州ソレイユホールで共演した[34]。2022年4月28日には徳永の地元・佐賀県で行われたフジコのコンサートのフロントアクトでも徳永が演奏した[35][36]。また、その徳永がラ・カンパネラを弾くようになった物語を描いた映画『ら・かんぱねら』が制作され、2025年1月から公開されている[37][38]。
- 20歳から愛煙家だったが、89歳で禁煙した[39]。

## 語録
- 「技術的に私よりうまい人はたくさんいる。でも、私の音は私にしか出せない」
- 「私はミスタッチが多い。直そうとは思わない。批判する方が愚かしい」
- 「ぶっ壊れそうな鐘があったっていいじゃない、機械じゃないんだから」（『ラ・カンパネラ』について）
- 「私の人生にとって一番大切なことは、小さな命に対する愛情や行為を最優先させること。自分より困っている誰かを助けたり、野良一匹でも救うために人は命を授かっているのよ。」
- 「一つ一つの音に色をつけるように弾いている」
- 大好きなピアニストに、「サンソン・フランソワ」と答えている[注釈 6]。
- （「あなたにとってピアノとは?」と訊かれて）「猫達を食わせていくための道具ね」
- 「それでも私は、永遠に、永遠に生きて永遠に、弾くことは出来るわよ」

## ディスコグラフィ

### アルバム
- 奇蹟のカンパネラ （1999年8月25日、2005年12月16日）[40]
- 永久(とわ)への響き／Echoes of Eternity （2000年4月5日）[41]
- 憂愁のノクターン（2000年8月3日）[42]
- リスト：ピアノ協奏曲 第1番 （2001年4月4日）[43]
- カーネギー・ホール・ライヴ フジ子・ヘミング 2001 （2001年10月24日）[44]
- フジ子・ヘミング トロイメライ （2003年1月1日）[45]
- フジ子・ヘミングの奇蹟 〜リスト&ショパン名曲集 （2003年2月5日）[46]
- トロイカ （2003年5月21日）[47]
- 雨だれ （2003年11月26日）[48]
- 心の詩〜想い出メロディ （2003年12月25日）[49]
- こころの軌跡 （2004年3月17日）[50]
- ショパン・リサイタル（2004年8月21日）[51]
- エリーゼ（2004年11月21日）[52]
- カンタービレ（2005年3月18日）[53]
- ラ・カンパネラ1973 （2005年8月24日）[54]
- ベートーヴェン：ピアノ協奏曲第5番《皇帝》（2005年12月24日）[55]
- イングリット・フジコ・ヘミング／ピアノ名曲集 （2006年9月20日）[56]
- イングリット・フジコ・ヘミング／ピアノ名曲集〜デラックス・エディション2007 （2007年3月21日）[57]
- フジコ・イン・パリ 2006〜ウィーンのヴィルトゥオーソたちとの競演〜 （2007年10月31日）[58]
- 「イングリット・フジコ・ヘミング」10巻組 〈通販限定CD全集〉
- Fuzjko（日本版：2009年7月22日／全世界版：2009年9月15日）[59]
- リスト&ショパン コレクション(ディー・アイ・エイ・エイ、2012年5月30日)[60]
- イングリット・フジコ・ヘミング／スペイン・カメラータ21オーケストラ／トビアス・ゴスマン（2013年3月27日）[61]
- フジ子・ヘミング／ ピアノ ソロ【会場限定盤】（2014年3月30日）特典DVD付セット[62]
- フジコ・ヘミング ／ ソロ  ライブ【会場限定盤】（2017年4月10日）[63]
- フジコ・ヘミング／特典CD【映画前売り券付録】（2017年10月）
- フジコ・ヘミング／リスト：ピアノ協奏曲 第2番＆ソロ （2017年11月10日）[64]
- フジコ・ヘミング／コンサート セレクション【会場限定盤】（2021年4月10日）[65]
- フジコ・ヘミング／COLORS  All Time Best Album 1973-2021（2021年10月20日）[66]
- フジコ・ヘミング／魂の響き～フジコ・ヘミングの世界～（2023年2月22日）[67]
- フジコ・ヘミング／マリオ・コシック「Ａdagio」（2023年4月14日）[68]
- チャイコフスキー：ピアノ協奏曲第１番（2024年9月18日）[69]
- イングリット・フジコ・ヘミング CD選集（2024年9月18日）[70]

### ビデオ・DVD・Blu-ray
- DVD／フジコ 〜あるピアニストの軌跡〜（NHKビデオ VHS:1999年10月15日、DVD:2000年4月21日）[71]
- DVD／フジ子・ヘミングとウイーンの仲間たち／サントリー・ホール・ライブ （2001年9月21日）[72]
- DVD／響色の舞 〜フジ子・ヘミング絵画の世界（2002年2月21日）[73]
- DVD／フジ子・ヘミングの軌跡（VHS・DVD：2004年3月17日）[74]キャスト：菅野美穂, 十朱幸代, 野際陽子, 谷原章介, 宇津井健
- DVD／フジ子・ヘミング、パリからの風-素敵なモンマルトルの部屋、そしてパリで描いた初めての絵本“紙のピアノ物語”（2004年11月26日）[75]
- DVD／翔け!フジ子・ヘミング 35年目の世界初挑戦 〜奇蹟のピアニスト 独占密着300日!! （2005年3月16日）[76]
- DVD／フジ子・ヘミング-ピアノコンサートの記録Ⅰ／LIVE IN TOKYO（ウルフプロダクツ）[2011年][77]
- DVD／FUZJKO HEMMING À L'HÔTEL LAMBERT Paris（ダギーレーベル）[2015年3月] [78]
- DVD／ソロ・コンサート（BSフジ）[2017年4月] [79]
- Blu-ray、DVD、iTunes／映画「フジコ・ヘミングの時間」（ユニバーサル） [2018年12月5日] [80] スペシャルCD付セット（Blu-ray&DVDのみ）
- Blu-ray、DVD、iTunes／ソロコンサート「いと小さきいのちのために〜プレミアム・パーフェクト・バージョン〜」（THE PERMANENT PICTURES） [2019年11月8日] [81]
- Blu-ray／赤いカンパネラ スペシャル・ソロ・コンサート2023（ソニーミュージック） [2023年10月25日][82]

### 歌
- Make It Home／テレビアニメ「MONSTER」後期エンディングテーマ

### 書籍
- 『フジ子・ヘミング1 奇蹟のカンパネラ』（ショパン、1999年）
- 『フジ子・ヘミング2 ピアノがあって、猫がいて』 （ショパン、2000年）
- 『フジ子・ヘミング魂のピアニスト』求龍堂（2000年）のち新潮文庫
- 『フジ子・ヘミングピアノのある部屋から』求龍堂（2001年）
- 『フジ子・ヘミング運命の力』阪急コミュニケーションズ（ＴＢＳブリタニカ、2001年）
- 『フジ子・ヘミングの「魂のことば」』清流出版（2002年）
- 『紙のピアノの物語』フジ子・ヘミング画 、松永順平原作 講談社（2003年）
- 『フジ子・ヘミング耳の中の記憶』小学館（2004年）
- 『Fujiko Hemming Esprit de Paris』主婦と生活社（2005年）
- 『フジ子・ヘミング 我が心のパリ』阪急コミュニケーションズ（2005年）
- 『天使への扉』光文社・知恵の森文庫（2005年）
- 『あなたに届けば to you from Fujiko Hemming』オークラ出版（2005年）
- 『ほんの少し、勇気をあげる to you from Fujiko Hemming』オークラ出版（2005年）
- 『イングリット・フジコ・ヘミング私が歩んだ道、パリ』ぴあ（2006年）
- 『パリ・下北沢猫物語』阪急コミュニケーションズ（2007年）
- 『フジコ・ヘミング画集 青いバラの夢』講談社（2007年）
- 『パリ音楽散歩』朝日新聞出版（2008年）
- 『青い玉』＜フランス語対訳つき＞フジコ・ヘミング絵 沓沢小波 文　文化出版局（2009年）
- 『希望の力 くじけない、あきらめない心』PHP研究所（2010年）
- 『フジコ・ヘミング運命の言葉』朝日文庫（2012年）
- 『たどりつく力』 幻冬舎  （2016年）
- 『青い玉』＜英文対訳つき特別版＞フジコ・ヘミング絵 沓沢小波 文　文化出版局（2017年）
- 『フジコ・ヘミング14歳の夏休み絵日記』暮しの手帖社（2018年）
- 『くよくよしない力』フジコ・ヘミング 著　秀和システム（2018年）
- 『奇跡のピアニスト 人生哲学 やがて鐘は鳴る』フジコ・ヘミング 著 双葉社（2020年）
- 『COLORS 音に色をつけるように弾く』フジコ・ヘミング 著　ビジネス社（2021年）
- 『フジコ・ヘミング 永遠の今』フジコ・ヘミング 著　CCCメディアハウス（2022年）
- 『ねことワルツを』フジコ・ヘミング 絵　石津 ちひろ 文　福音館書店（2022年）
- 『フジコヘミング絵画集』フジコ・ヘミング著　ConcertDoors（2023年）[83]

## テレビ番組出演
- ETV特集『フジコ〜あるピアニストの軌跡〜』（1999年2月11日／NHK )
- スペシャルドラマ『フジ子・ヘミングの軌跡』（2003年10月17日／フジテレビ）フジコ役 菅野美穂
- 歌うコンセルジュ〜あなたに番組案内「わんにゃん茶館（カフェ）/街道てくてく旅・熊野古道」（2010年6月17日／NHK）
- 中居正広の金曜日のスマたちへ『波乱万丈スペシャル 奇跡のピアニスト フジコ・ヘミング』（2010年10月1日／TBS）
- モーニングバード・Gウーマン「遅咲きの天才ピアニスト〜 “魂の演奏”と壮絶人生」(2013年3月／テレビ朝日)
- しゃべくり007×人生が変わる１分間の深イイ話 話題の人気者合体SP（2016年5月30日／日本テレビ）
- あの日 あのとき あの番組 ~NHKアーカイブス~『奇跡のピアニスト フジコ・ヘミング ~魂の旋律を奏でて』（2018年11月11日／NHK ）
- 関口宏の人生の詩Ⅱ（2018年12月15日／BS-TBS ）
- チャリティーコンサート「いと小さきいのちのために 〜WOWOW Special Version」（2019年6月／WOWOW）
- さんま・玉緒のお年玉あんたの夢をかなえたろかスペシャル2020（2020年1月13日／TBS）

- ファミリーヒストリー『フジコ・ヘミング～母の執念　魂のピアニスト誕生』（2020年2月24日／NHK ）
- グレーテルのかまど『フジコ・ヘミングのカルトッフェルプッファー』（2020年3月30日／NHK）
- 無観客コンサート『フジコ・ヘミング 教会ソロ演奏 2020 ～くすしき調べ、とこしえなる響き～』（2020年9月27日／WOWOW）
- おはよう日本 （NHK）複数回出演
- 『徹子の部屋』、『徹子の部屋コンサート』（テレビ朝日）複数回出演
- 『ショパンの面影を探して　〜スペイン・マヨルカ島への旅〜』（2022年12月28日、NHK-BSP）
- NHKスペシャル『魂のピアニスト、逝く 〜フジコ・ヘミング その壮絶な人生』（2024年5月26日／NHK）

## 映画出演
- 劇場映画『ざわざわ下北沢』（2000年／監督：市川準／配給：シネマ下北沢） - 本人役  　※第10回日本映画批評家大賞 作品賞
- 劇場映画『フジコ・ヘミングの時間』（2018年／監督：小松莊一良／配給：日活）主演：フジコ・ヘミング、大月ウルフ ※（2018）ぴあ映画初日満足度ランキング 第1位 （2019）第22回上海国際映画祭（SIFF） パノラマ部門 正式招待出品  （2020）トロント日本映画際（TJFF）正式招待作品
- 劇場映画『恋するピアニスト フジコ・ヘミング』（2024年／監督：小松莊一良／配給：東映ビデオ）主演：フジコ・ヘミング

## フジコ・ヘミングを演じた女優
- 菅野美穂：『フジ子・ヘミングの軌跡』(2003年10月17日フジテレビ)

## 受賞歴
- 奇蹟のカンパネラ　第14回日本ゴールドディスク大賞クラシック・アルバム・オブ・ザ・イヤー受賞
- 憂愁のノクターン　第15回日本ゴールドディスク大賞クラシック・アルバム・オブ・ザ・イヤー受賞
- フジ子・ヘミングの奇蹟 〜リスト&ショパン名曲集　第18回日本ゴールドディスク大賞クラシック・アルバム・オブ・ザ・イヤー受賞
- フジ子・ヘミングこころの軌跡　第19回日本ゴールドディスク大賞クラシック・アルバム・オブ・ザ・イヤー受賞